# Cingolo (paramento liturgico)

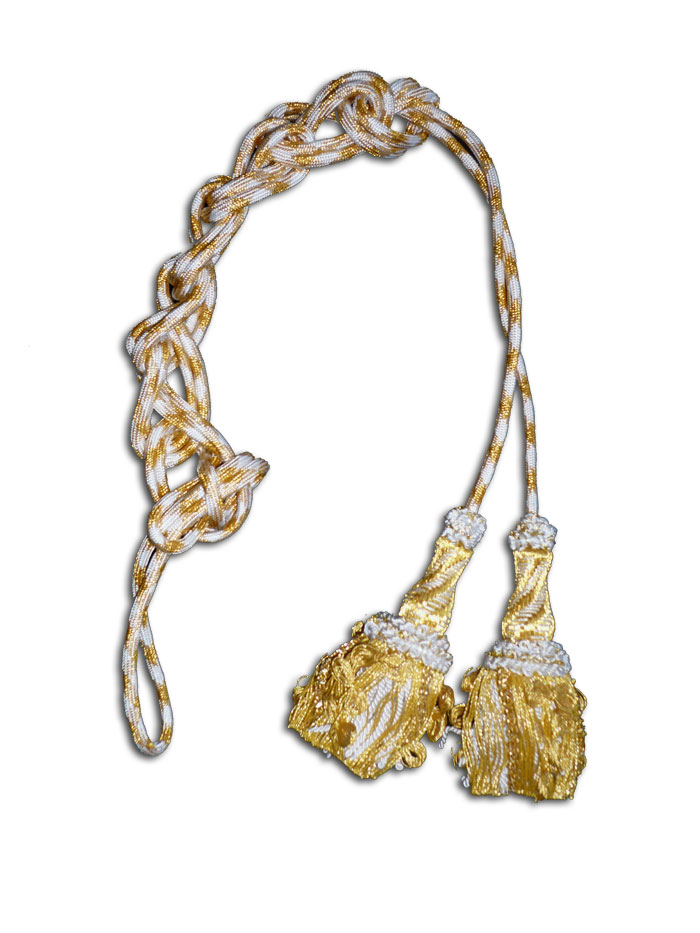
Cingolo bianco e oro

Nella liturgia della Chiesa cattolica ed anglicana il cingolo è un cordone di lana (o altro materiale) che viene indossato all'altezza della vita sul camice. Nell'indossarlo si deve aver cura che le nappe terminali siano perfettamente allineate ai fianchi. 

## Utilizzo

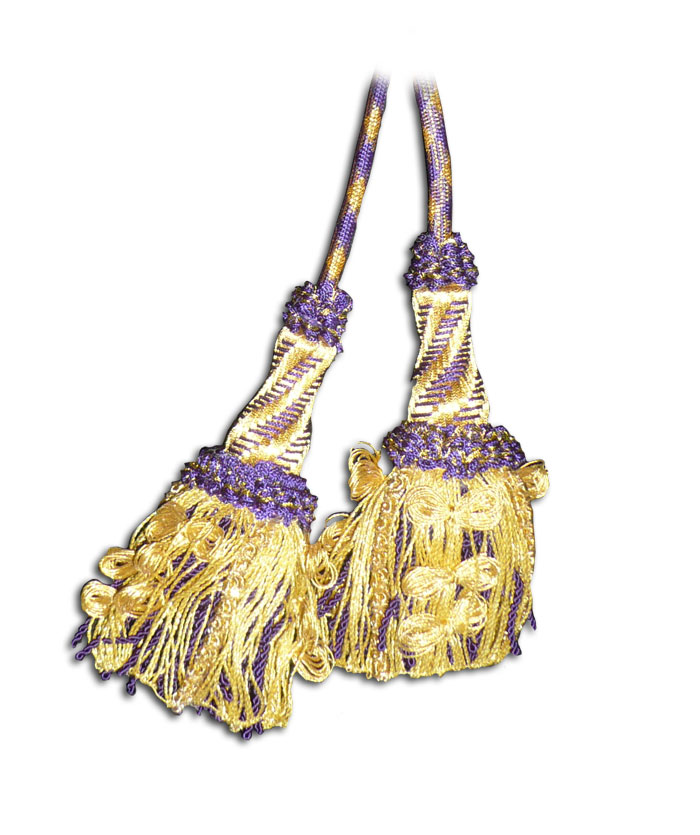
Cingolo violaceo e oro (dettaglio dei fiocchi)

Ne fanno uso tutti coloro che partecipano alle funzioni liturgiche indossando il camice, quindi anche i lettori e gli accoliti. In questo caso esso è di colore bianco. 
Usano il cingolo anche i diaconi, i presbiteri e i vescovi, sotto le rispettive vesti. In questo caso il cingolo può essere di diversi colori, a seconda dei tempi liturgici. Ogni colore può essere combinato con il colore oro.
Secondo Principi e norme per l'uso del Messale Romano questo può essere omesso purché il camice sia fatto in modo tale da aderire da solo ai fianchi.

## Simbologia
Nel rito di San Pio V il sacerdote mentre lo indossa prima della celebrazione eucaristica, recita la seguente preghiera: "Praecinge me, Domine, cingulo puritatis, et exstingue in lumbis meis humorem libidinis; ut maneat in me virtus continentiae et castitatis" In italiano: "Cingimi, Signore, con il cingolo della purezza e liberami dalle passioni della libidine, affinché rimanga sempre in me la virtù della continenza e della castità". Il cingolo sta anche a ricordare la fune con la quale Gesù venne legato alla colonna durante la propria passione.
Esso è quindi segno penitenziale e ricorda anche gli Ebrei che consumarono l'agnello pasquale con i fianchi cinti (Es 12,11).

## Altri "cingoli"
Cingolo è detto anche il cordiglio che cinge ai fianchi il saio e che caratterizza, in genere, i religiosi appartenenti alla famiglia francescana come anche i devoti dello stesso san Francesco che per primo lo scelse al posto della cintura. Da qui la denominazione di cordone di san Francesco. Quando il cingolo fa parte dell'abito francescano è solitamente contraddistinto dalla presenza dei tre nodi, segno dei voti di povertà, castità e obbedienza.